# Radom
 (août 2014).
Si vous disposez d'ouvrages ou d'articles de référence ou si vous connaissez des sites web de qualité traitant du thème abordé ici, merci de compléter l'article en donnant les références utiles à sa vérifiabilité et en les liant à la section « Notes et références ».
Radom est une ville de Pologne située dans la voïvodie de Mazovie. La ville est à la fois ville-powiat et chef-lieu du Powiat de Radom. Avec ses 218 466 habitants en 2013 (212 230 habitants en 2019), Radom est la quatorzième plus grande ville de Pologne.
La ville de Radom est aujourd'hui un important centre académique, économique et industriel de la Pologne.

## Géographie

### Localisation
Radom se trouve dans le centre de la Pologne dans la partie méridionale de la voïvodie de Mazovie, sur la rivière Mleczna. La ville se situe à 100 km au sud de Varsovie et à 190 km au nord-est de Cracovie.

### Climat
Radom bénéficie d'un climat continental humide de type dfb selon la classification de Köppen. Ce type de climat est marqué par de gros écarts saisonniers de température. Les étés à Radom sont chauds, les hivers relativement froids. Cette variation peut monter jusqu'à 33 °C, mais est en général comprise entre 15 et 22 °C.
| Mois                              | jan. | fév. | mars | avril | mai  | juin | jui. | août | sep. | oct. | nov. | déc. | année |
| --------------------------------- | ---- | ---- | ---- | ----- | ---- | ---- | ---- | ---- | ---- | ---- | ---- | ---- | ----- |
| Température minimale moyenne (°C) | −5   | −7   | −3   | 2     | 7    | 12   | 14   | 13   | 9    | 4    | 0    | −2   | 4     |
| Température maximale moyenne (°C) | −1   | −1   | 4    | 12    | 17   | 22   | 23   | 23   | 19   | 13   | 5    | 2    | 12    |
| Record de chaleur (°C)            | 8    | 11   | 17   | 26    | 30   | 32   | 37   | 35   | 32   | 25   | 16   | 11   | 37    |
| Précipitations (mm)               | 58,4 | 43,2 | 33   | 33    | 30,5 | 73,7 | 88,9 | 61   | 38,1 | 35,6 | 45,7 | 63,5 | 604,5 |

### Voies de communication et transports
La ville est au carrefour des voies de communication nord-sud et est-ouest. Il y a six routes nationales (dont trois internationales) qui traversent la ville. Les lignes de chemin de fer Varsovie-Cracovie et Lublin-Łódź se croisent à Radom.
Radom possède depuis 1920 un aéroport militaire situé à 3 km du centre-ville. Cet aéroport est en cours de réaménagement pour accueillir les vols commerciaux dès septembre 2013. Il est finalement opérationnel depuis septembre 2015.
|  | A bord d'un train reliant Radom et Varsoviet | Bus à Radom |

## Histoire
Les fouilles archéologiques montrent que la région était déjà habitée à la fin de l’âge de la pierre. Au VIIIe siècle, il y a un village. Au Xe siècle, ce village devient une place forte, avec des remparts et un fossé. La première mention historique de la ville date de 1155, dans une bulle du pape Adrien IV. La ville est alors propriété des évêques de Włocławek. Vers 1300, le vieux Radom reçoit les privilèges urbains. À côté, un nouveau village est fondé, avec son église saint Waclaw.
À partir du XIVe siècle, la ville connaît un essor important. En 1340, Casimir III le Grand fonde un nouveau Radom (Nowy Radom) à côté de l’ancien (Stary Radom). Radom obtient le droit de Magdebourg en 1364.
Aux XVe et XVIe siècles, la ville reçoit de nouveaux privilèges. De nombreux artisans et de nombreux Juifs s’installent. Grâce à sa situation sur un carrefour important, le commerce et les services se développent. En 1383, la diète réunie à Radom, choisit Hedwige d'Anjou comme « roi » de Pologne. En 1401, c’est ici qu’est conclu le premier accord sur l’union de la Pologne et de la Lituanie. En 1481 et 1482, c’est à partir de Radom que la Pologne est gouvernée par un régent, qui exerce le pouvoir en l’absence de son père, le roi Casimir IV Jagellon, qui se trouve en Lituanie. En 1505, à Radom, la diète promulgue la nouvelle constitution, connue par sa formule centrale Nihil novi (rien de nouveau) et qui ouvre la voie au système parlementaire : aucune mesure législative nouvelle ne peut être prise par le roi sans l’accord des deux chambres de la Res Publica (république), la diète et le Sénat. On y adopte également les textes de loi polonais (Statuts de Jan Łaski). En 1613, la ville devient le siège du tribunal royal du trésor.
À partir du XVIIe siècle, Radom connaît un déclin important (incendie en 1628 et épidémies de peste). Radom paie un lourd tribut à la guerre entre la Suède et la Pologne (Déluge suédois) : la ville et le château sont incendiés. En 1767, le prince Charles Stanisław Radziwiłł crée la Confédération de Radom inféodée à la Russie. En 1795, après le troisième partage de la Pologne, Radom est annexée par l’Autriche. En 1809, la ville rejoint le duché de Varsovie. En 1815, elle est incorporée au Royaume du Congrès. En 1844 elle devient capitale du gouvernement de Radom.

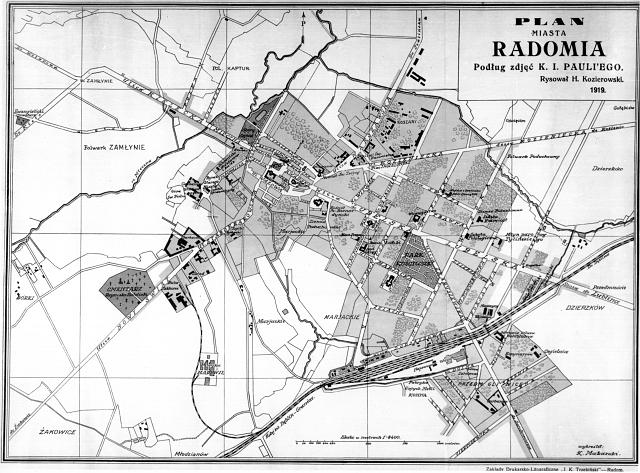
Carte de Radom de 1919

Au XIXe siècle, la ville s’industrialise (métallurgie, agroalimentaire, industrie du cuir), des voies de communications modernes sont créées (mise en service en 1885 de la voie ferrée Dęblin-Radom-Dąbrowa Górnicza et de la chaussée reliant la ville à Varsovie), une centrale électrique est construite. Les habitants participent à toutes les insurrections polonaises contre les occupants et sont de tous les combats indépendantistes.
Après la Première Guerre mondiale et l’indépendance de la Pologne (1918), le rôle de centre industriel de Radom s’affirme. La ville fait partie de la région industrielle centrale (Centralny Okręg Przemysłowy). De nombreuses entreprises sont créées : fabrique d’armes, fabrique d’appareils téléphoniques, production de tabac et de chaussures. À partir de 1935, une ligne ferroviaire relie Radom à Varsovie.

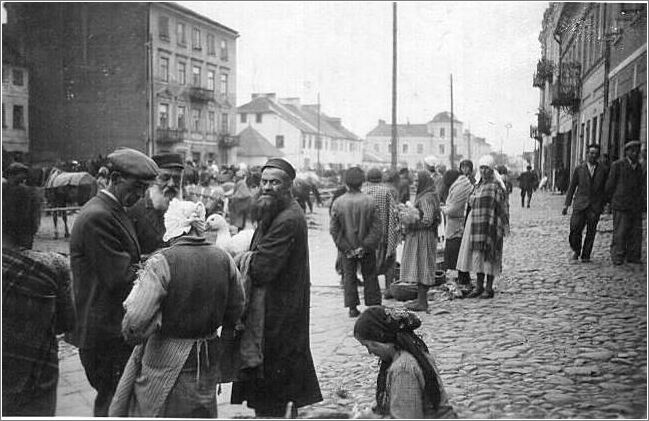
Rue du ghetto de Radom en 1940.

Pendant la Seconde Guerre mondiale, Radom est incorporé au Gouvernement Général au sein du district du même nom : exécutions arbitraires, rafles, déportations vers les camps de concentration. La ville est aussi l'un des premières à voir se créer un ghetto « expérimental ». La résistance est très active. La population juive (30 000 personnes en 1939, soit 30 % de la population de la ville) est exterminée.
Radom est libérée par l’Armée rouge le 16 janvier 1945. Les bâtiments n’ont pas trop souffert de la guerre. La ville reprend ses activités industrielles. La ville est un des foyers de l’opposition anticommuniste. Le 25 juin 1976, la manifestation des ouvriers de Radom contre le gouvernement dégénère en émeute. Le 4 juin 1991, la ville reçoit la visite de Jean-Paul II. En 1992, elle devient le siège d’un diocèse. En 1996, la haute-école d’ingénieurs est transformée en faculté polytechnique, cette dernière devient l’Université des Sciences Techniques et Humaines Kazimierz Pułaski en 2012.
| Radom pendant la Seconde Guerre mondiale | Radom, 1975 | Manifestation anticommuniste des ouvriers de Radom, 1976 | Jean Paul 2 à Radom, 1991 |

## Politique et administration

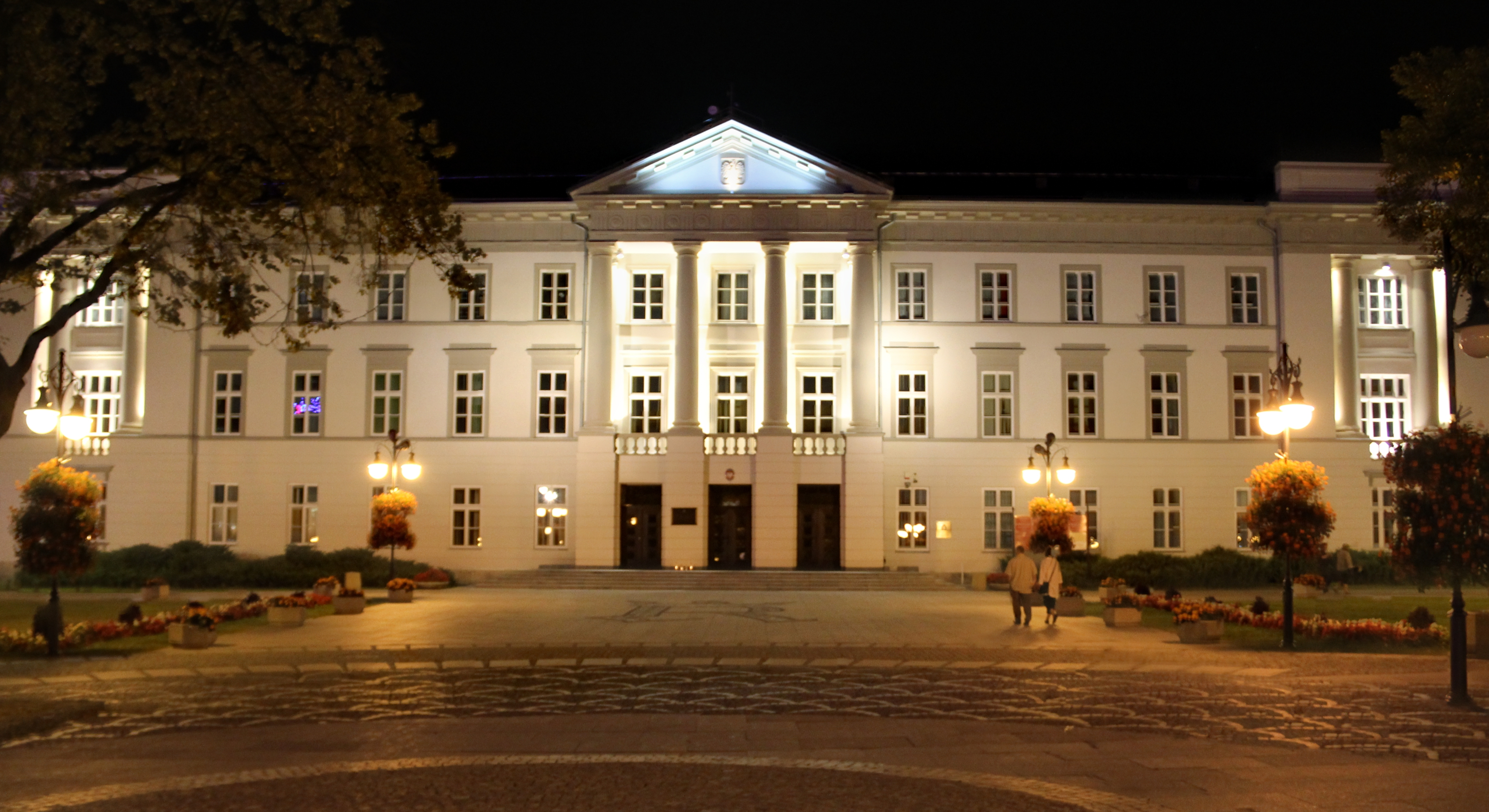
La mairie

### Liste des maires
| Période | Période  | Identité              | Étiquette        | Qualité |
| ------- | -------- | --------------------- | ---------------- | ------- |
| 1990    | 1994     | Wojciech Gęsiak       | Radomianie Razem |         |
| 1994    | 1997     | Kazimierz Wlazło      | -                |         |
| 1997    | 1998     | Ryszard Fałek         | AWS              |         |
| 1998    | 2002     | Adam Włodarczyk       | SLD              |         |
| 2002    | 2006     | Zdzisław Marcinkowski | Radomianie Razem |         |
| 2006    | 2014     | Andrzej Kosztowniak   | PiS              |         |
| 2014    | en cours | Radosław Witkowski    | PO               |         |

### Jumelages
La ville de Radom est jumelée avec :
- Municipalité du district de Vilnius (Lituanie) depuis 1996
- Banská Bystrica (Slovaquie) depuis 2001
- Daugavpils (Lettonie) depuis 1993
- Gomel (Biélorussie) depuis 1992
- Stara Zagora (Bulgarie) depuis 2001
- Ternopil (Ukraine) depuis 1996
- Ploieşti (Roumanie) depuis 2003
- Oziory (Russie) depuis 2003
- Magdebourg (Allemagne) depuis le 24 juin 2006
- Talavera de la Reina (Espagne) depuis le 24 juin 2006

## Politique et société

### Enseignement

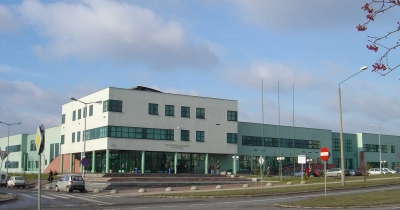
Université de Radom, Faculté des Sciences économiques

Radom est le deuxième plus grand centre académique dans la voïvodie de Mazovie, après Varsovie. La ville est le siège de l'Université de Radom qui compte plus de 8 100 étudiants regroupés en 8 facultés. D'autres universités trouvent également leurs filières à Radom: Université de Varsovie (UW), Université Marie Curie-Skłodowska et Universitas Cardinalis Stephani Wyszyński Varsoviae (UKSW). Au total, environ 30 000 étudiants effectuent leurs études dans la ville de Radom, toutes écoles supérieures publiques et privées confondues.
La ville de Radom comprend au total :
- 30 écoles primaires
- 22 collèges
- 27 écoles secondaires dont 13 lycées et 3 écoles artistiques
- 18 écoles supérieures dont 7 publiques et 11 privées
- 3 instituts de recherche

### Manifestations culturelles et festivités
- Le meeting aérien annuel "Radom Air Show" (fin août)
- Radom Jazz Festival (octobre/novembre)
- Festival théâtral international Gombrowicz (octobre)

Meeting aérien Air Show à Radom
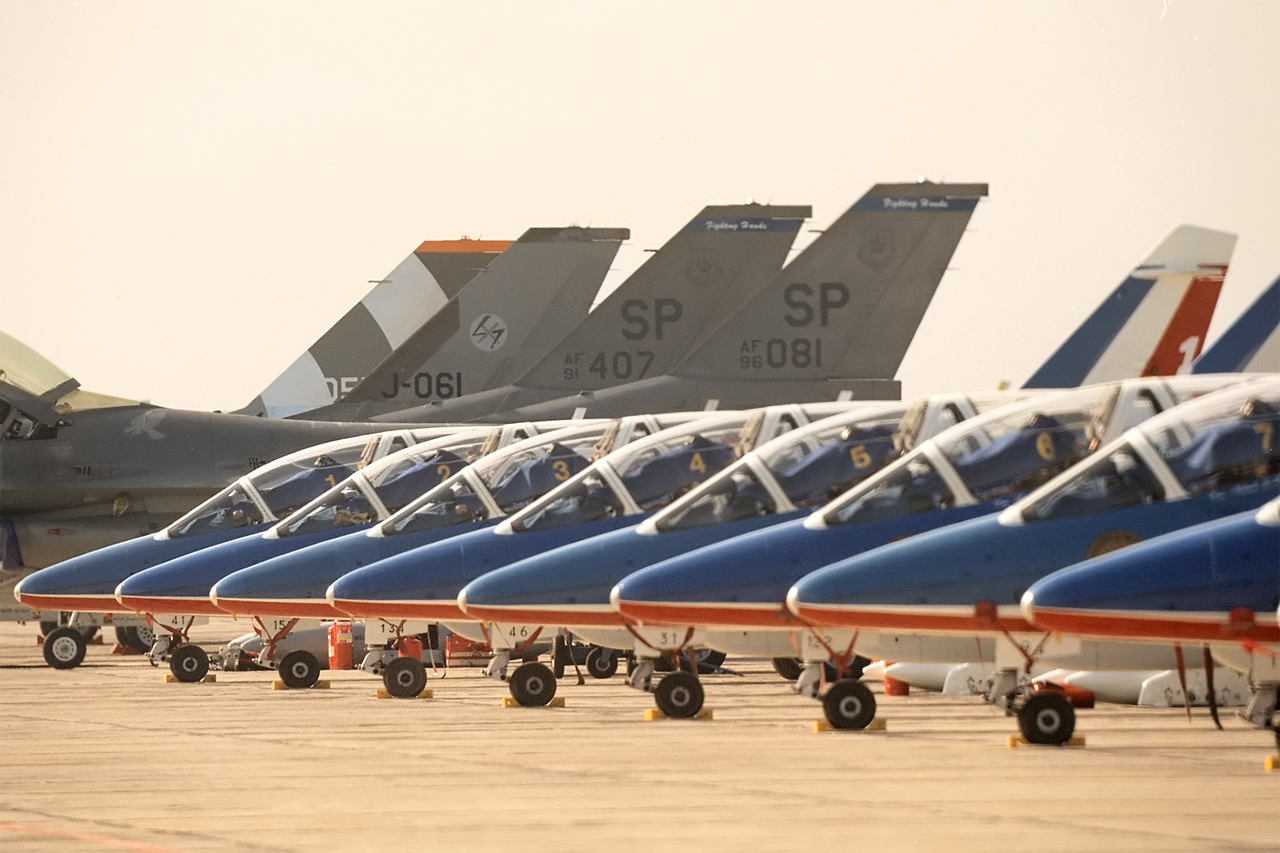
Patrouille de France, 2005
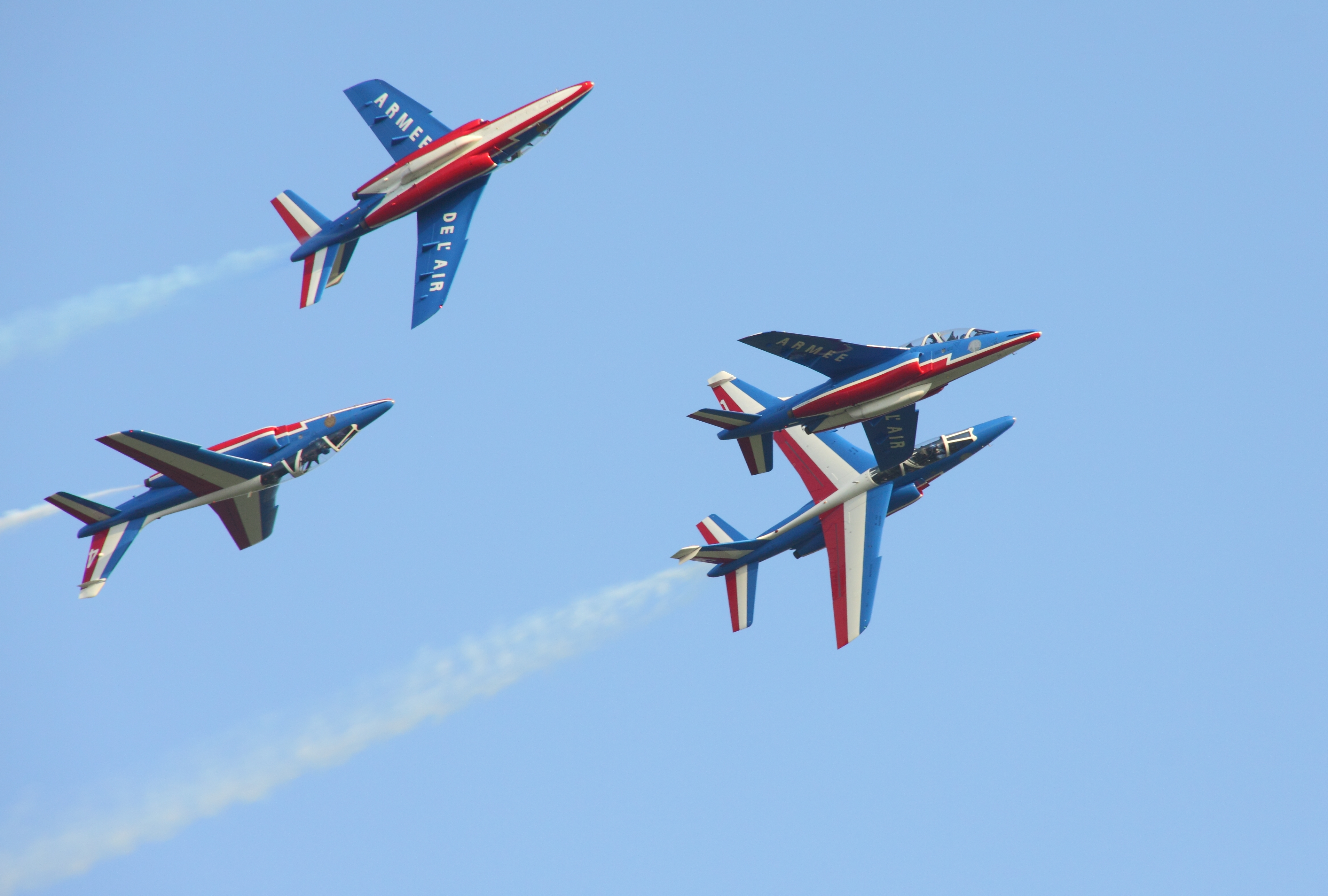
Patrouille de France, 2011
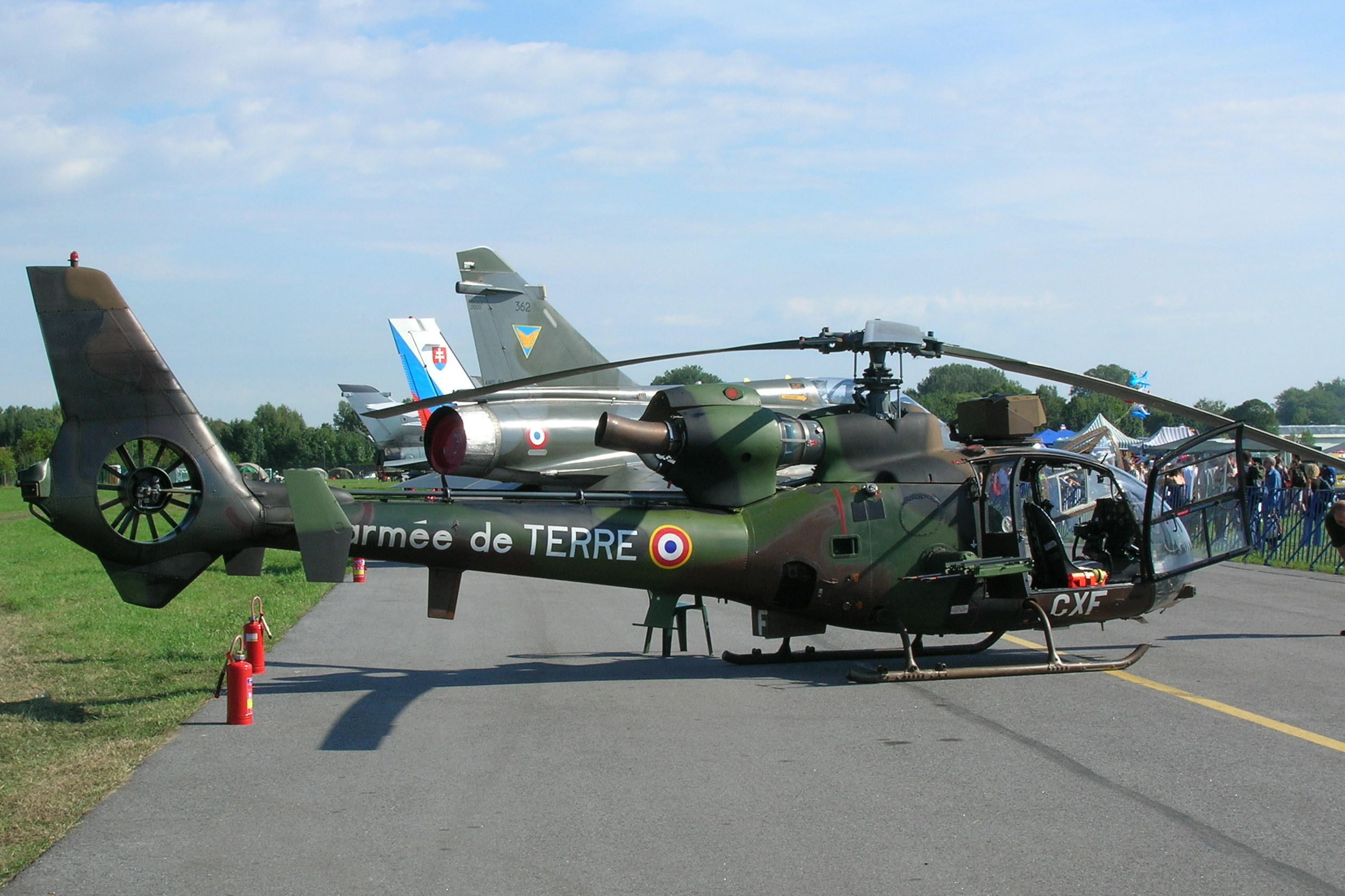
Gazelle, 2005
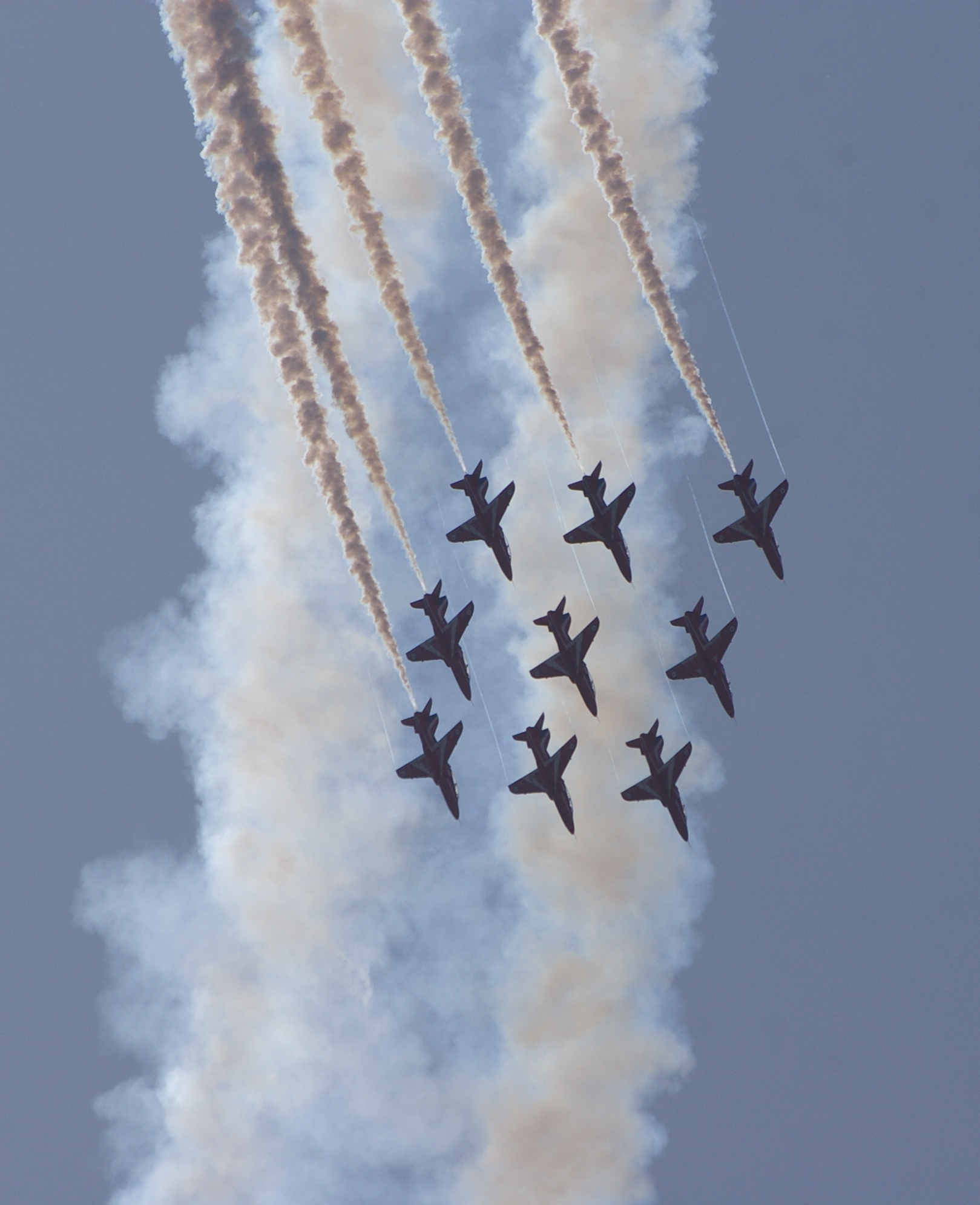
Red Arrows, 2009
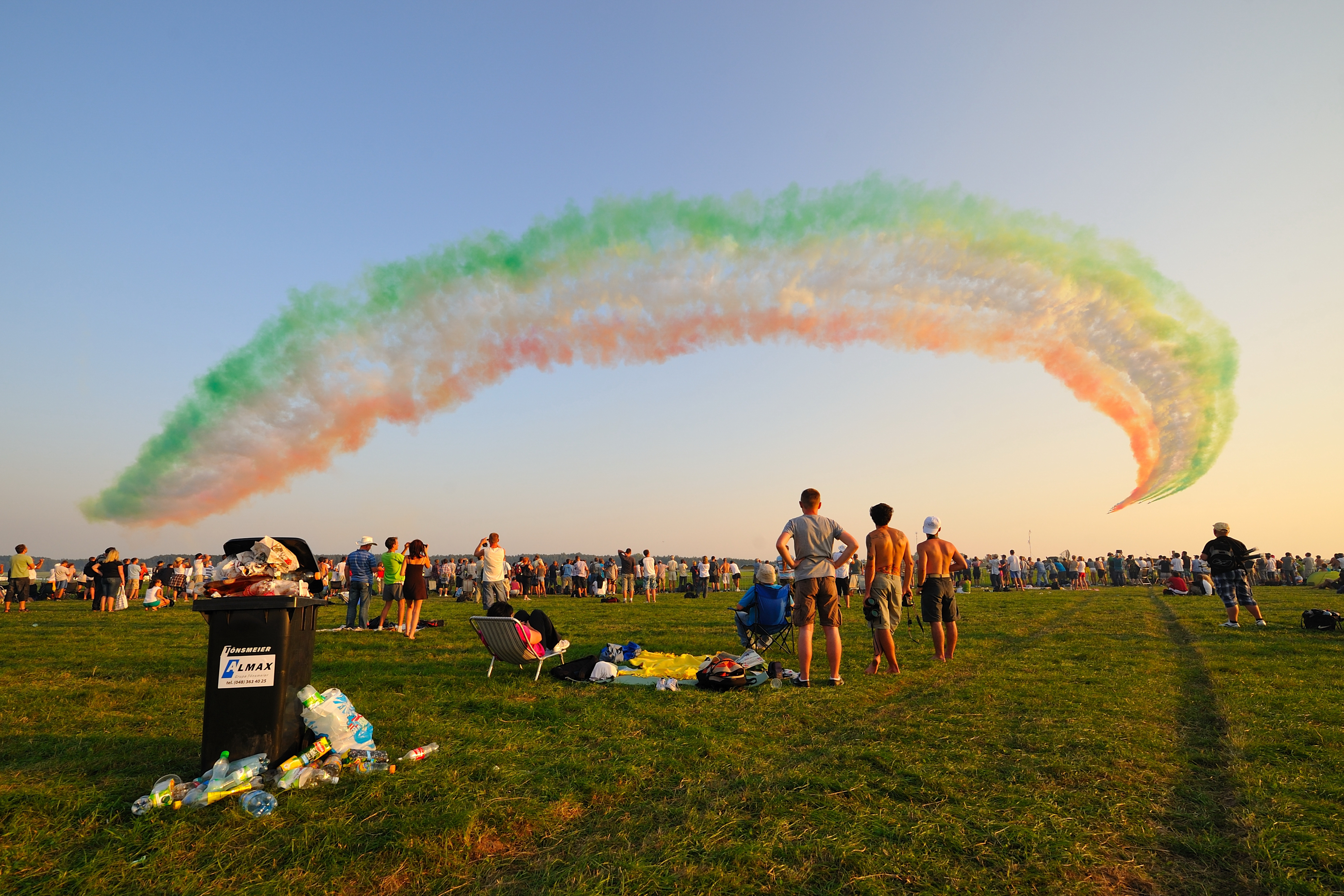
Frecce Tricolori, 2011
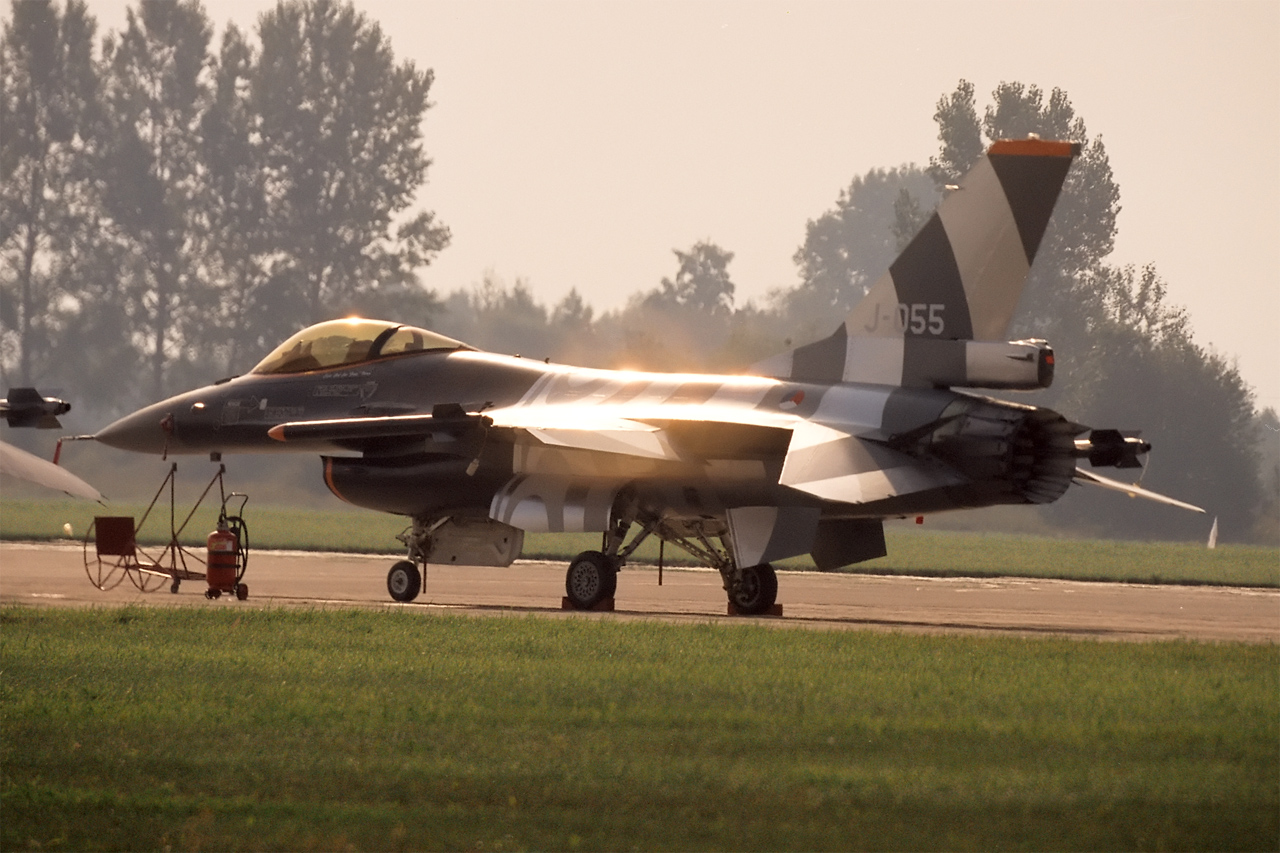
F-16, 2005

### Sports

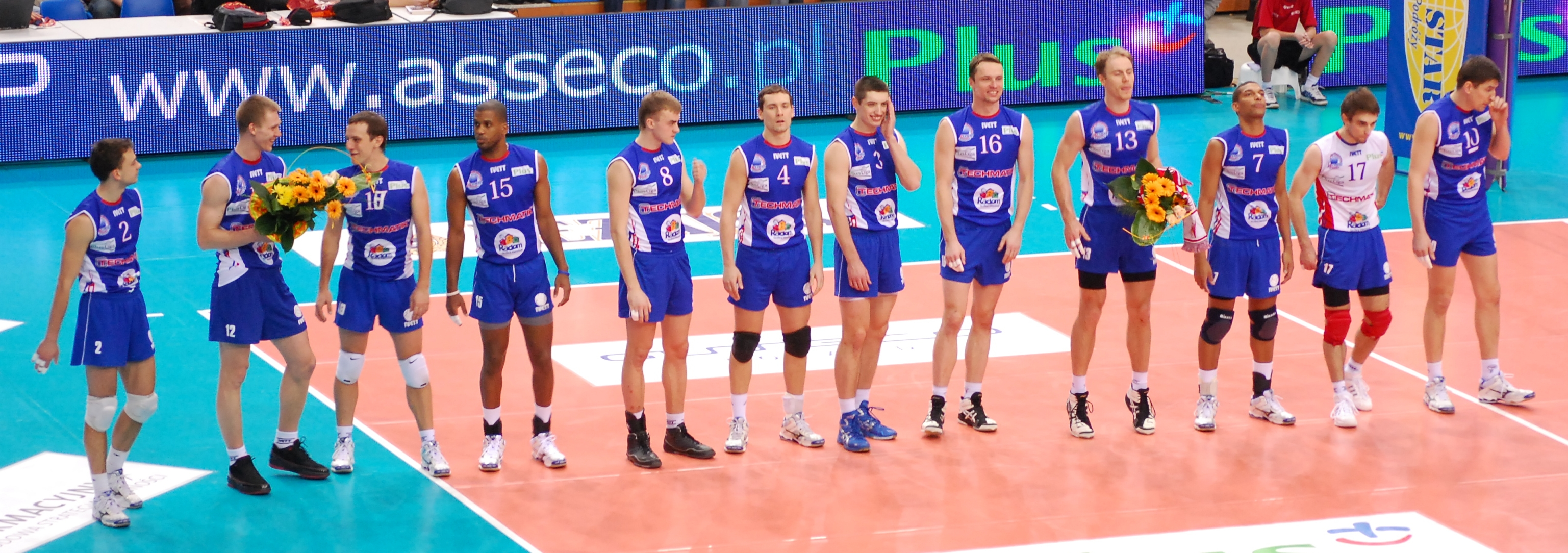
Jadar Radom

Radom est représentée au niveau national et mondial par l'équipe de volley-ball Jadar Radom, l'équipe de handball Czarni Radom, et l'équipe de football Radomiak Radom.
La ville offre à ses habitants :
- 2 aquaparcs : Neptun[6] et Centrum Sloneczne[7] et 3 piscines: Delfin, Orka, Delta
- de nombreaux stades, halls et salles de sport
- 3 clubs de tennis
- 2 patinoires
- bowling, karting, canoë-kayak, etc.

## Économie
Il y a à Radom 25 000 entreprises (surtout PME) : entreprises commerciales, entreprises de construction, entreprises de transport et de communication, entreprises de finances et d’assurances, etc.
Les deux plus grandes entreprises sont Fabryka Broni Łucznik-Radom - fabrique d'armement et Radoskór (production de chaussures).

## Le marché du travail à Radom
Outre sa situation centrale sur la carte de la Pologne et ses bonnes infrastructures, les avantages de Radom comprennent des coûts d'exploitation inférieurs à ceux des grandes villes, une faible rotation du personnel, ainsi que la disponibilité d'un personnel bien qualifié, tant en termes d'employés diplômés d'une formation professionnelle écoles et ceux qui possèdent des diplômes universitaires. Les entrepreneurs peuvent recourir à l’aide d’organisations commerciales locales, obtenir un financement pour créer des emplois ou une subvention pour démarrer une entreprise.
La branche clé de l'économie de Radom est l'industrie métallurgique, la production de machines et d'équipements. En outre, de nombreux emplois sont générés par le commerce et le secteur des services aux entreprises BPO/SSC, tels que les centres de contact téléphonique, les services financiers et comptables, les services d'archivage et les services informatiques. En outre, les domaines suivants sont importants : la production d'armes, l'industrie de la construction, l'industrie automobile, l'automatisation industrielle, le secteur alimentaire, l'électronique.
Malgré des changements positifs en cours, le chômage à Radom est élevé. Selon les données de l'Office central des statistiques, en mars 2020, le taux de chômage dans la ville était de 11,2 %. Dans l'ensemble de la voïvodie de Mazovie, ce taux était de 4,5 %. La différence est donc significative. Alors, est-il impossible de trouver un emploi ici tout de suite?
Selon l'enquête nationale Baromètre des professions, l'excédent de la demande de travail sur l'offre ne concerne que les employés administratifs et de bureau. Cependant, le problème ne vient peut-être pas du manque d’offres, mais plutôt du manque de compétences professionnelles des personnes aspirant à travailler dans un bureau. Il y a 20 postes sur la liste des métiers en pénurie, c'est-à-dire ceux dans lesquels le nombre de postes à pourvoir est supérieur au nombre de personnes disposées à travailler. Ils comprennent les salariés ayant une formation professionnelle et technique, générale et supérieure.
Selon le Baromètre des Métiers, les personnes suivantes peuvent compter sur les offres : carrossiers et peintres automobiles, électriciens, électromécaniciens et électriciens, kinésithérapeutes et masseurs, conducteurs de camions et de semi-remorques, mécaniciens et monteurs de machines et d'appareils, monteurs d'installations du bâtiment. , opérateurs de machines de découpe et d'équipements de grue - ouvriers des transports, serruriers, soudeurs, ouvriers en électronique, automatisation et robotique, employés de spécialistes financiers et comptables connaissant des langues étrangères, agents du service client téléphonique et électronique, enquêteurs, téléintervieweurs, concepteurs et administrateurs de bases de données, programmeurs, psychologues et psychothérapeutes, médecins, infirmières et sages-femmes, enseignants de formation professionnelle pratique, enseignants de matières professionnelles.

## Culture locale et patrimoine

### Lieux et monuments

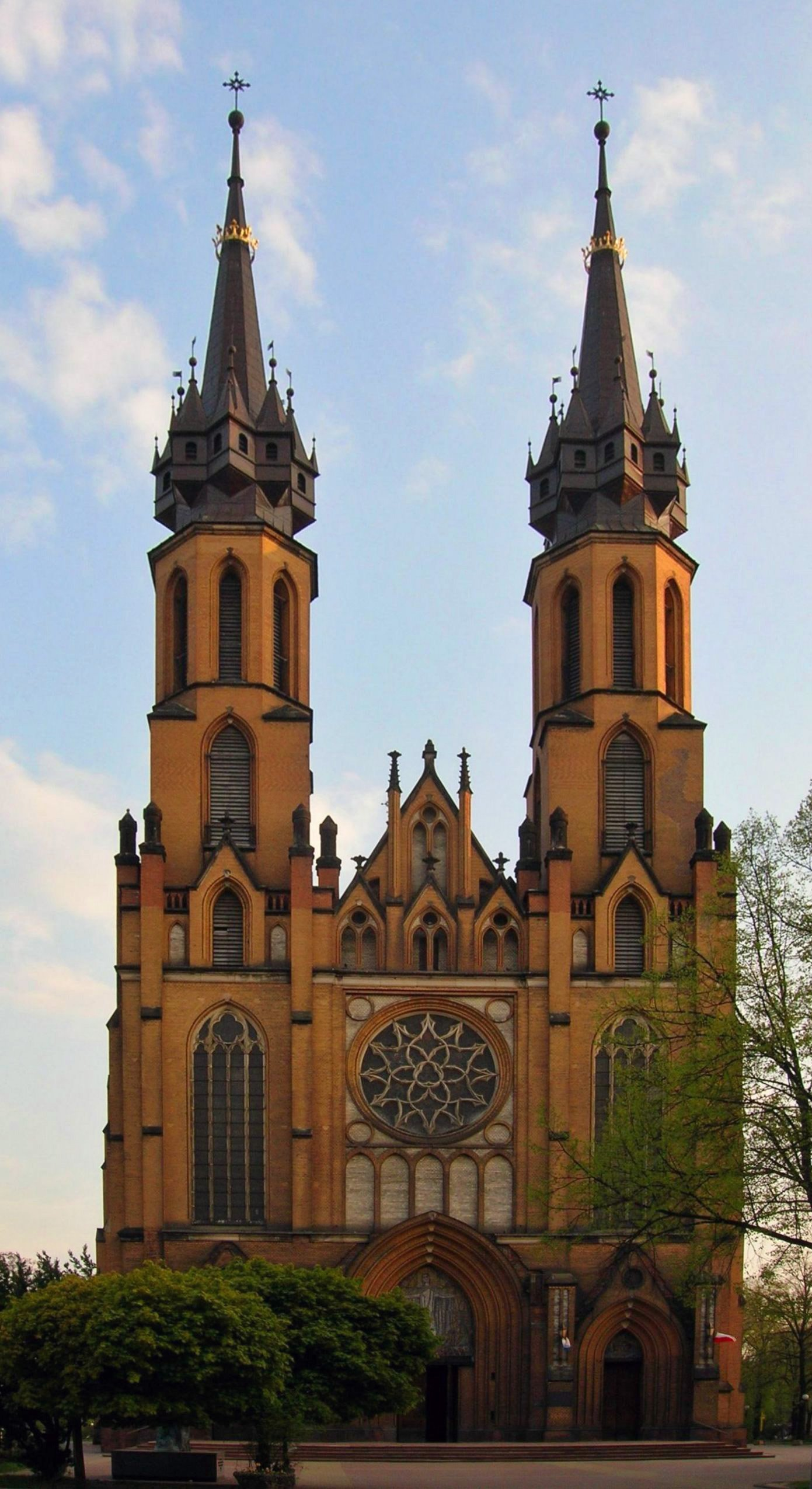
Cathédrale Sainte-Marie de Radom

- Piotrówka (vestiges de l’ancienne place forte)
- Restes d’un ancien Château Royal de Radom
- Cathédrale Sainte-Marie de Radom, de style néogothique
- Églises Saint Waclaw et Saint Jean-Baptiste, de style gothique
- Église de la Sainte Trinité et couvent des Bénédictines, de style baroque
- Maisons bourgeoises des XVIe et XVIIe siècles
- ancien collège des Piaristes (aujourd’hui, musée Jacek Malczewski)
- église protestante
- ensemble gothique en briques formé par l’église et le couvent des Bernardins
- hôtel de ville, plan médieval de la ville

| Église Saint Jean-Baptiste | Église Saint Stanislaw.jpg | Archives municipales |

### Principaux parcs et jardins
La ville de Radom comprend neuf parcs dont trois sont inscrits dans la liste des monuments historiques : Stary Ogród, Leśniczówka et Parc Tadeusz Kościuszko. On y retrouve également quatre jardins protégés ainsi que 7 monuments naturels (par exemple des chênes centenaires).
Radom possède sur son territoire un lac de 9 ha dans le quartier Borki (10 min du centre-ville). Différentes activités sportives sont proposées sur place : canoë-kayak et hand-ball, tennis, foot, patinage en hiver. Zalew Borki est souvent lieu des performances artistiques, spectacles en plein air, concerts, etc.

### Équipements culturels
- 2 centres de cinéma (11 salles)
- 2 théâtres dont : Théâtre Jan Kochanowski
- 7 musées dont : Musée Jacek Malczewski, Musée de la vie rurale du village de Radom, Musée d'Art Moderne
- 5 maisons de culture
- 4 stations de télévision et 6 stations radio locales
- 14 journaux et magazines locaux

Musée de la vie rurale de Radom
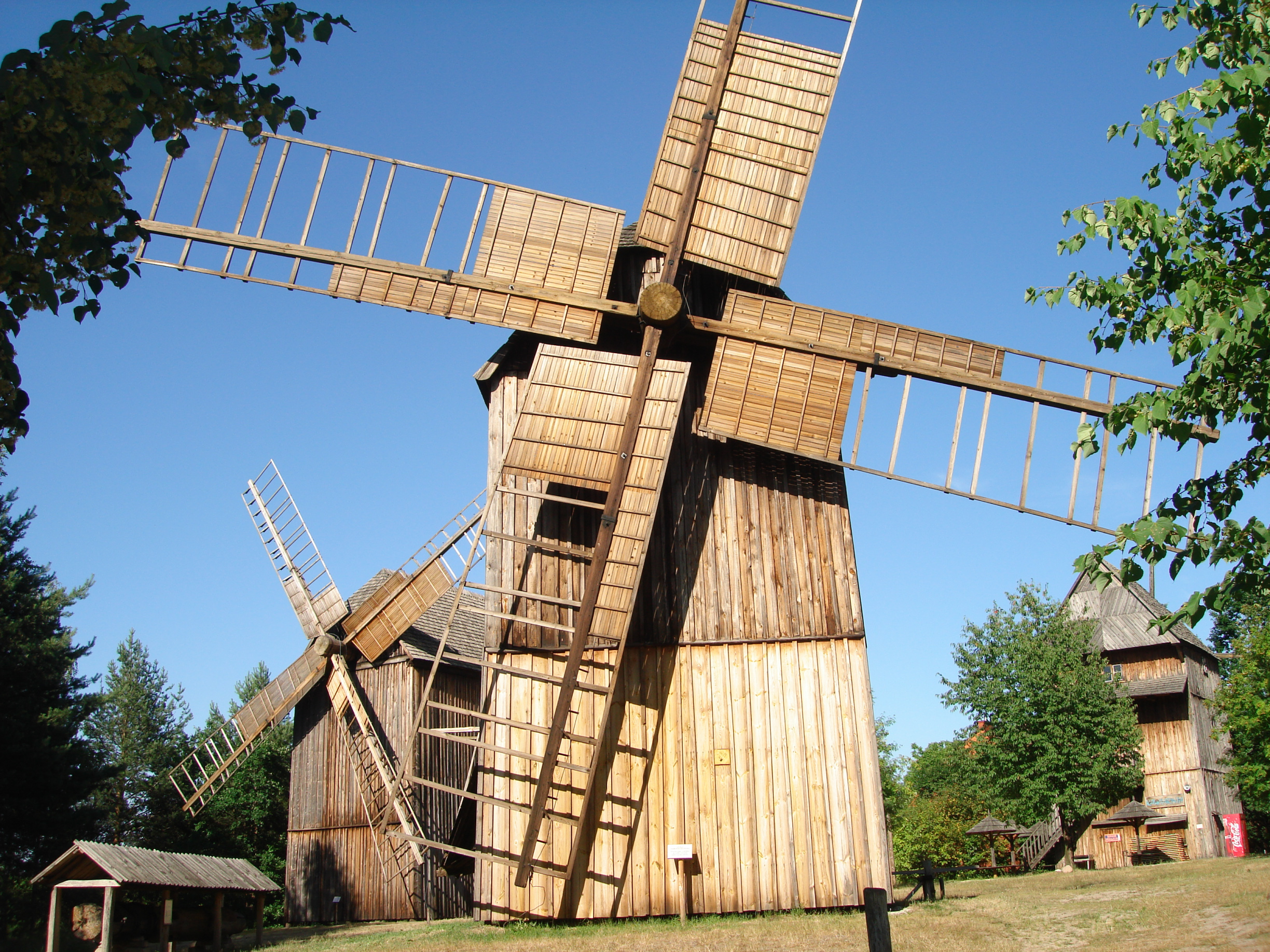
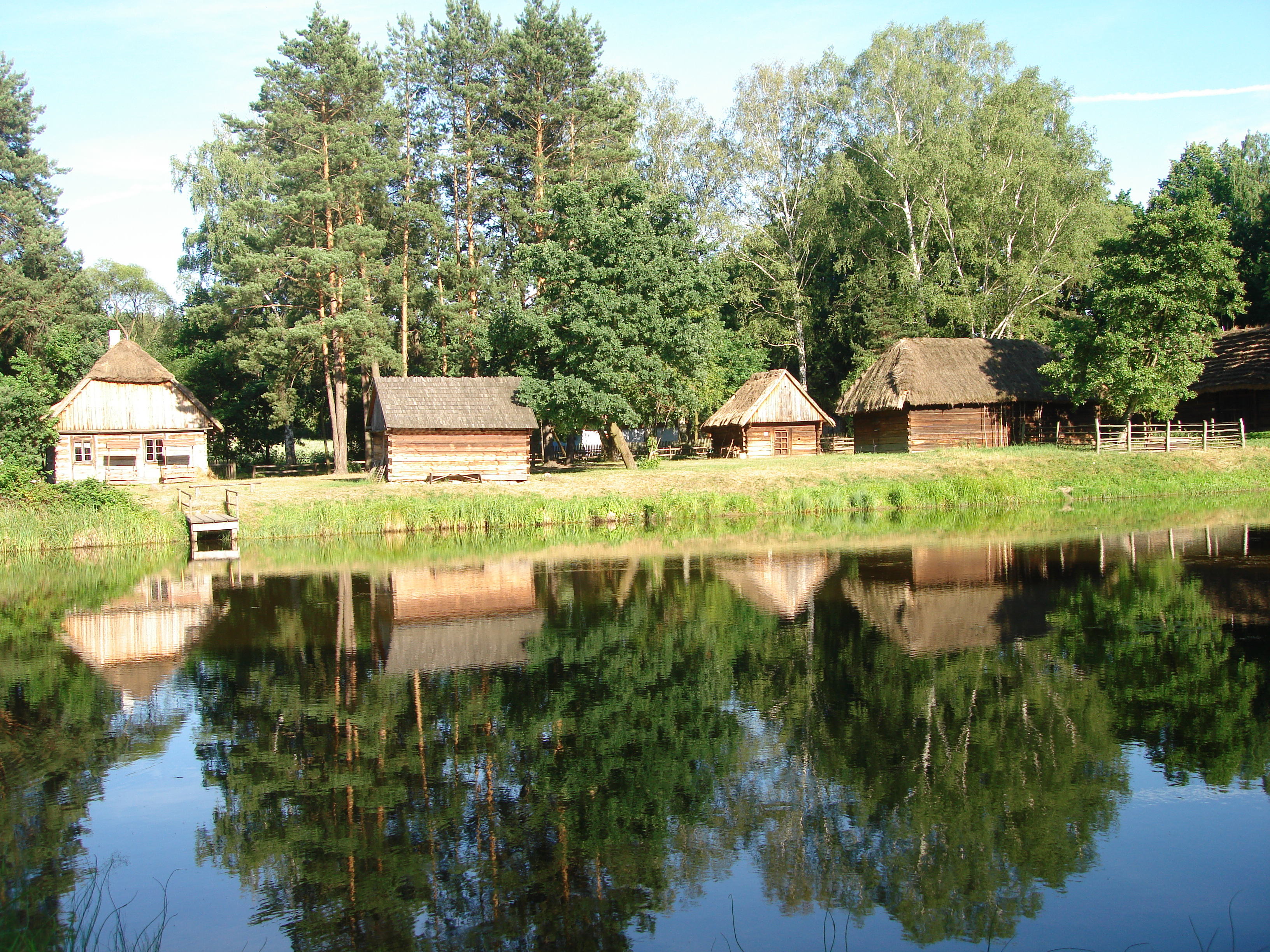
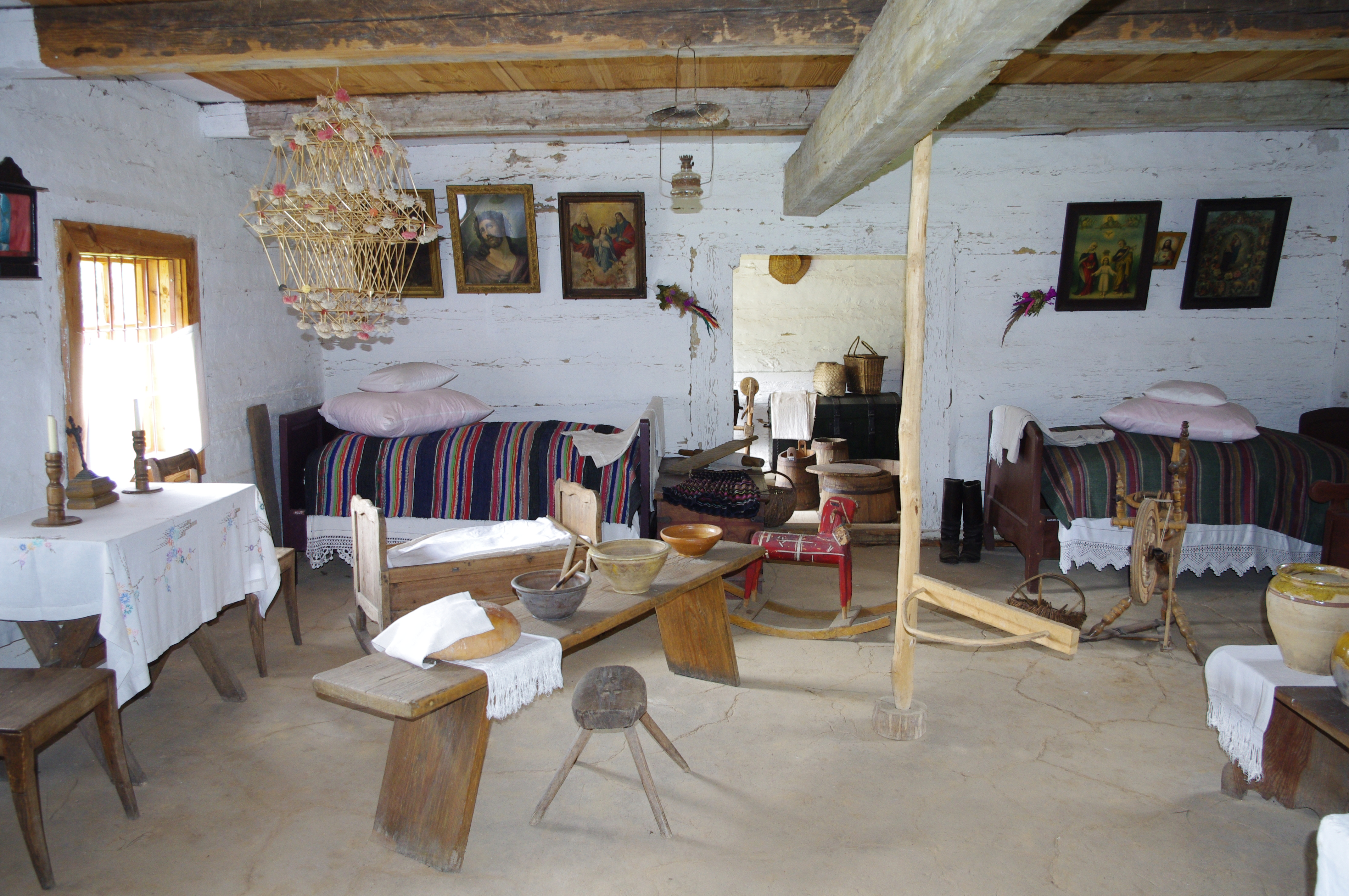

### Personnalités liées à la commune
- Jan Casimir Goluchowski, starost de Radom au XVIIe siècle,
- Adolf Schulz-Evler (1852–1905) : pianiste et compositeur ;
- Alexandre Orloff (1899-1979) : artiste peintre ;
- Wanda Grabińska (1902-1980), juge et avocate
- Edward Materski (1923-2012) : évêque de Radom de 1992 à 1999 ;
- Leszek Kołakowski (1927-2009) : philosophe et historien né à Radom ;
- Kazimierz Paździor (1935-2010) : boxeur né à Radom ;
- Iga Cembrzyńska, actrice et productrice ;
- Zygmunt Zimowski (1949-2016) : évêque de Radom de 2002 à 2009.
- Michał Karbownik (2001-) : footballeur né à Radom ;
- Arkadiusz Pyrka (2002-) : footballeur né à Radom ;